# برچوود
longitudeبرچوودlatitudeبرچوود
برچوود (به انگلیسی: Birchwood) یک بلوک شهری در بریتانیا است که در انگلستان واقع شده‌است.

## خصوصیات
برچوود ۱۱٬۳۹۵ نفر جمعیت دارد.